# Марбери против Медисона
Марбери против Медисона (енгл. Marbury v. Madison) је најзначајнији прецедент Врховног суда САД, којим је он добио улогу Уставног суда, чији је главни задатак надзор над уставношћу закона, као и заштита људских права и слобода грађана обећаних уставом.
Надлежност Америчког Врховног суда се установљава у случајевима када постоје различита мишљења апелационих судова, када се оцењује неки федерални закон, а нарочито када се покреће неко уставно питање.
Али ову функцију – улогу уставног суда који оцењује уставност закона, није добио Уставом САД из 1787. већ пар година касније. Стицањем ове функције Врховни суд је могао да укине законе, статуте или неке акције Конгреса које су у супротности са начелима Устава. Та његова надлежност произашла је из чувеног случаја из 1803. године Марбери против Медисона. Овај случај настао је у време када је Џон Адамс био други председник САД (4. март 1797 – 4. март 1801), после Џорџа Вашингтона, чији је потпредседник и био. Адамс је био истакнути федералиста, на председничким изборима 1800. победио га је његов дотадашњи потпредседник Томас Џеферсон, који је био Адамсов политички противник и истакнути републиканац.
Два дана пре истека мандата Адамс је искористио период пре примопредаје дужности и именовао је за судије одређен број људи из своје странке. Конгрес је потврдио та именовања, али се Џејмс Медисон, тада државни секретар а касније четврти председник САД, побунио и одбио да печатом потврди њихово постављење и да им изда одговарајуће уверење. Један од постављених судија био је Вилијам Марбери, познати бизнисмен из Мериленда и снажни присталица федеалиста и самог Адамса. Након што је Медисон више пута одбио да изда уверење, Марбери је поднео тужбу Врховном суду и захтевао да суд нареди Медисону да му изда поменуто уверење о постављењу.
Председник Врховног суда био је чувени и нашироко познати Џон Маршал (John Marshall), кога је Адамс именовао на ту функцију и који је на том положају остао 35 година. Иако је Маршал био Џеферсонов рођак, био му је политички противник. Маршал је осталим судијама Врховног суда предложио став, који је био прихваћен од стране свих, да је Марбери самим постављањем од стране председника постао судија, а да уверење, које је Медисон требало да изда, није ни од каквог значаја, јер оно не утиче на настанак поменутог права. Из тога произилази да је Медисон требало да изда уверење о постављењу и да је угрозио право које је Марбери законито стекао. Маршал се није усудио да наложи Медисону да изда то уверење, јер би га вероватно Џеферсонова администрација поново одбила, а с обзиром на немогућност врховног суда да изврши ту одлуку, Маршалов углед би био урушен.
У пресуди која је једногласно донета, Маршал поставља проблем уставности законских и подзаконских аката постављајући питање ,,да ли један закон противан Уставу може постати важећи закон земље?’’ и даје одговор ,,Устав је или врховни, највиши закон, који се не може изменити обичним средствима, или је на нивоу обичних законодавних аката, па се може, као и други акти мењати кад год се то свиди законодавном телу’’. И најзад у пресуди даје експлицитан одговор: ,,судска власт је надлежна да каже шта је право (to say what the law is’’) … То је сама суштина овлашћења правосуђа (This is the very essence of the judicial duty’’). Другим речима кроз овај преседан Врховни суд је узео себи за право да он, а не Конгрес или извршна власт, одлучује о уставности закона и других аката, да проглашава акте Конгреса и председника неуставним уколико они превазилазе овлашћења која су им дата Уставом као највишим правним актом.
Тако је, кроз овај случај, заживео принцип да Врховни суд не примењује савезни закон ако оцени да је у супротности са Уставом, а Врховни суд САД је постао ексклузивни тумач Устава. Отуда се и данас доктрина на којој се базира уставно судство у свету често назива и Маршалова доктрина.
На тај начин је систем ,,провере и равнотеже’’ добио нову димензију: федералној судској власти је омогућено да у одређеним случајевима контролише законодавну и извршну власт. Ово специфично овлашћење судске власти није садржано у Уставу, него је ушло у праксу корз преседан judicial review – судски надзор, односно судска ревизија. Оно подразумева право судова да проглашавају неважећим и стављају ван снаге акте извршне и законодавне власти (како Председника, тако и Конгреса) који се сматрају супротним Уставу. Врховни суд САД кроз judicial review не може мењати Устав, већ га само може тумачити и примењивати на начин који сматра адекватним.